# Guy de Durnes
Pour les articles homonymes, voir Bienheureux Guy.
Guy de Durnes fut le premier abbé de Notre-Dame de Cherlieu.
Originaire de la maison de Durnes (Doubs), il quitte Clairvaux pour créer, avec 12 religieux, l'abbaye cistercienne de Cherlieu, le 17 janvier 1131.
La renommée de Guy et de ses frères attirent de nombreux disciples ; le monastère compte jusqu'à 600 moines. La vie y est austère ; on n'y mange, le plus souvent, que des feuilles de hêtre avec du pain d'orge ou de millet.
Avec Guy, Cherlieu essaimera à Acey, Le Gard, Haut-Crêt en Suisse, Beaulieu.
Saint Bernard l'associe à la révision et la correction du chant liturgique.
Il décède en 1157.

## Sources
Les petits bollandistes Vie des saints, de Paul Guérin, 1876.

## Liens
- Le site de Jean-René relatif à l'abbaye de Cherlieu.